# Catastrophe de la mine de Beaujonc

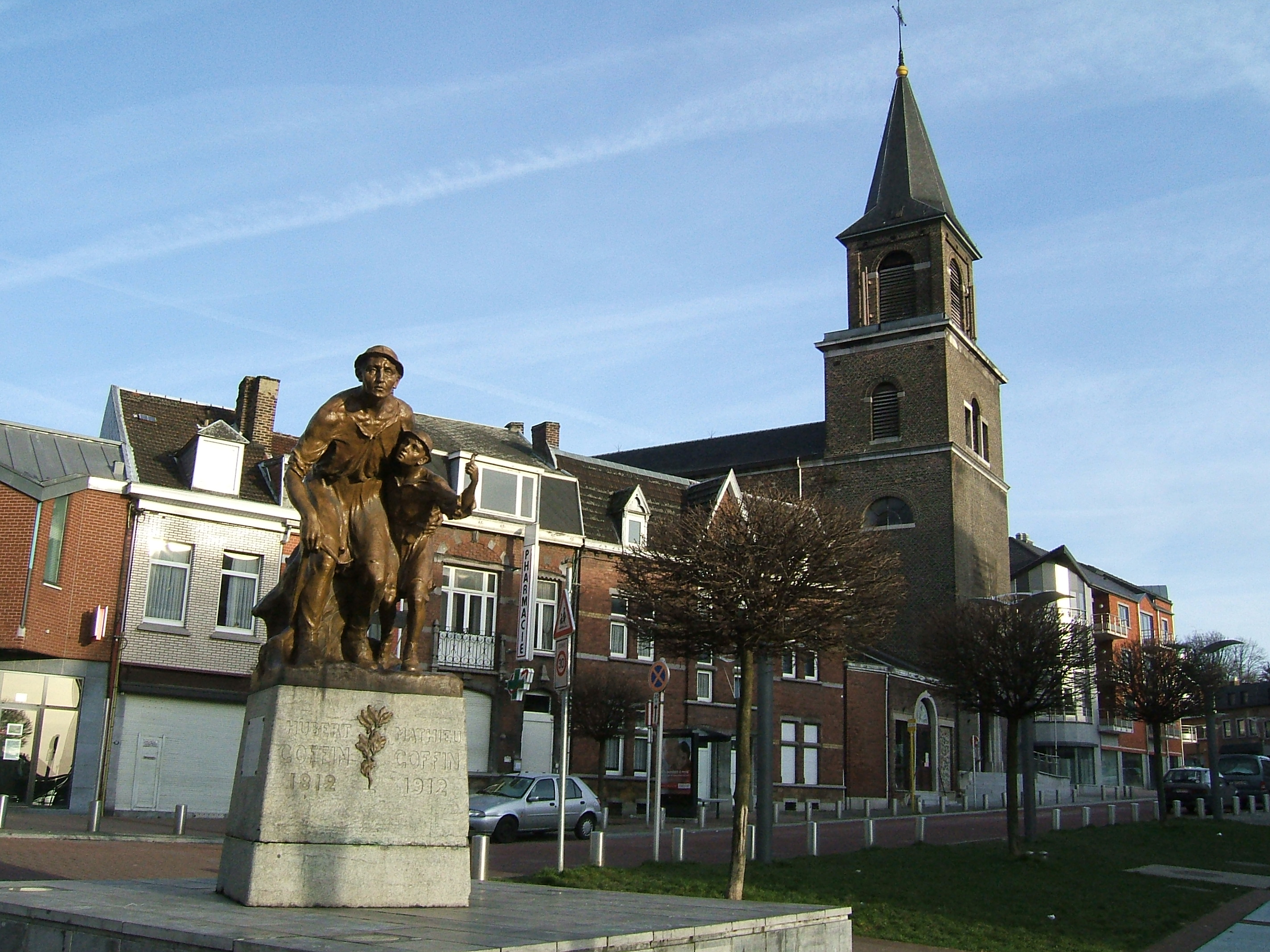
Hubert Goffin et son fils à Ans, œuvre de l'artiste liégeois Oscar Berchmans.

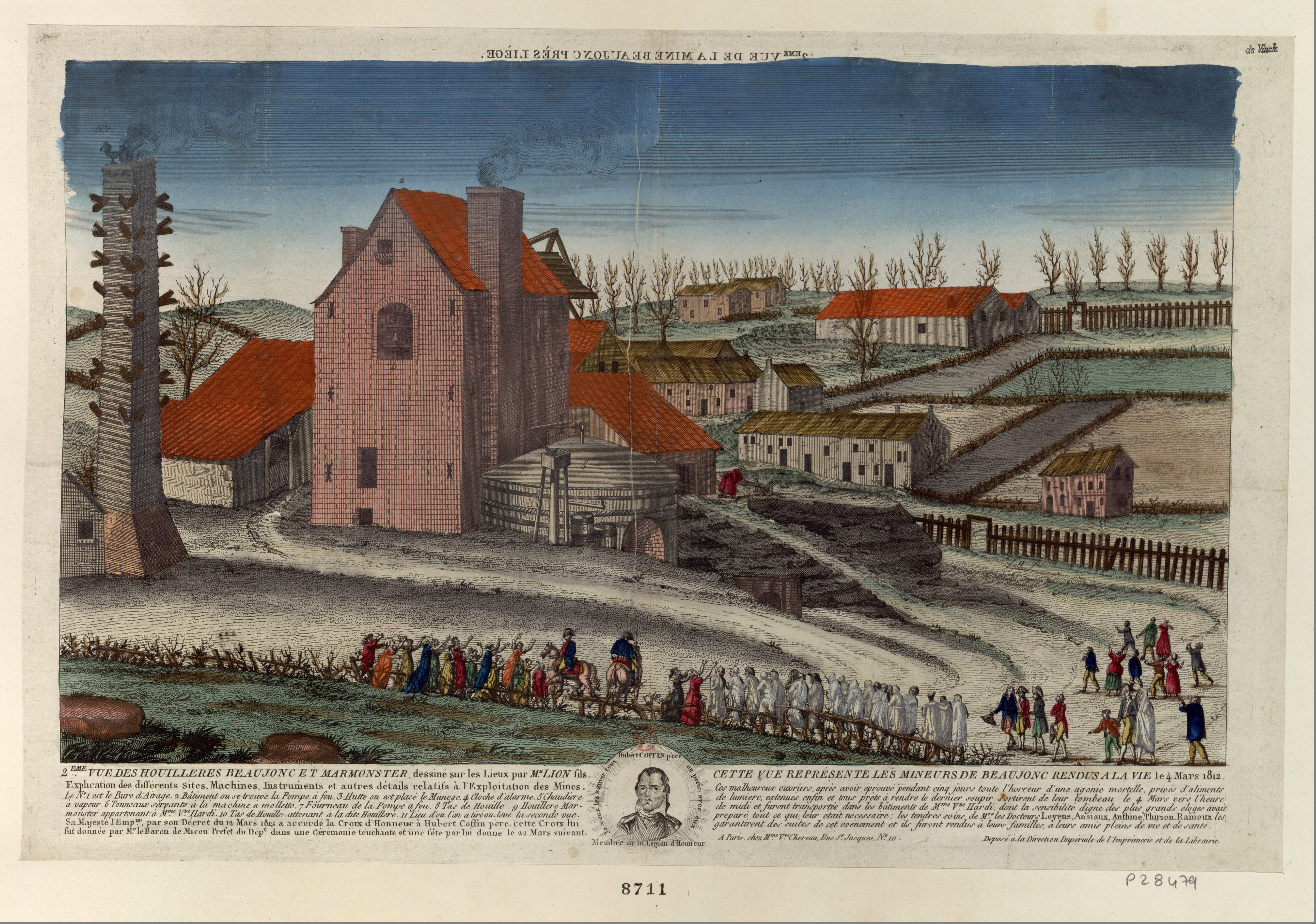
Illustration d'époque de la catastrophe

La catastrophe de la mine de Beaujonc, maintenant en Belgique, eut lieu le 28 février 1812, dans la mine de Beaujonc, située à proximité de Liège. L’invasion des eaux, se précipitant d'une hauteur de 78 mètres, enferma 127 mineurs dans un espace étroit, où, pendant cinq jours et cinq nuits, ils travaillèrent pour sortir de la mine. Subissant des privations, ils furent dirigés par un maître mineur, Hubert Goffin, accompagné de son fils âgé de 12 ans. 70 ouvriers réussirent à sortir de la mine, Goffin et son fils voulurent être délivrés les derniers.

## La catastrophe
Le vendredi 28 février 1812, vers 10 h 30, la houillère de Beaujonc, près de Liège, fut inondée par des eaux qui, ayant submergé la digue souterraine fait à la veine du Rosier du puits Trinquenote, se précipitèrent, à 140 m de là, par la veine du Pestay, puis le puits Beaujonc, dans la veine du Marais où se trouvaient 127 mineurs.
35 mineurs parvinrent à remonter à l'aide du panier à houille du puits Beaujonc mais la chute d'eau de 78 m bloqua rapidement au fond du puits les 92 mineurs restant. En tentant encore de remonter, 22 mineurs s'y sont noyés, précipités dans l'eau par la force de la chute.
Hubert Goffin, aidé par son fils Mathieu de 12 ans, parvenant difficilement à obtenir la confiance des 70 mineurs survivants, leur fit percer une galerie pour se frayer une issue dans le haut de la septième montée. Celle-ci débouchant sur d'anciennes galeries abandonnées chargées de gaz inflammables, ils durent, après avoir rebouché l'orifice, se rabattre sur la cinquième montée où, des bruits leur parvenant, ils entreprirent de percer une seconde galerie.
De leur côté, les équipes de secours parvinrent à percer une galerie de 90 cm sur 47 m de long, qui finit par rejoindre miraculeusement la galerie de 11 m réalisée par les mineurs survivants. Le 4 mars 1812, soit cinq jours après la catastrophe, les 70 rescapés sortaient de la mine.
Liège étant sous tutelle française à cette époque, l'Empereur Napoléon Ier fit Hubert Goffin chevalier de la Légion d'honneur avec une pension annuelle de 600 francs. Aucune distinction ne fut accordée à son fils.